# Pioneer P-3

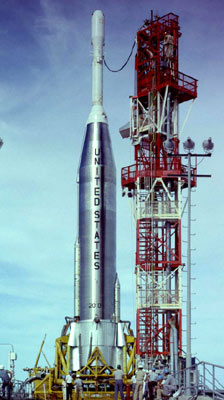
Die Atlas-D-Able-Trägerrakete Pioneer P-3 vor dem Start

Pioneer P-3 war ein gescheiterter Versuch der US-amerikanischen Weltraumorganisation NASA im Rahmen des Pioneer-Programms eine Mondsonde zu starten. Die Raumsonde sollte in einen hohen Orbit um den Mond einschwenken und Aufnahmen der Oberfläche machen sowie weitere Experimente durchführen. Nur 45 Sekunden nach dem Start löste sich die Nutzlastverkleidung, was zu einer instabilen Flugbahn der Rakete und schließlich zum Totalverlust führte. Die NASA vergab keine reguläre Missionsnummer und nannte das Gerät „P-3“. Ähnlich verfuhr man bereits beim Versuch „P-1“ und bei den nachfolgenden gescheiterten Missionen „P-30“ und „P-31“.

## Aufbau
Pioneer P-3 besaß eine kugelförmige Gestalt mit einem Durchmesser von 1 Meter. Nach Ausfahren der Solarpaneele hätte sie eine Spannweite von 2,7 Meter besessen. Die Sonde enthielt mehrere Messinstrumente, darunter einen Mikrometeoritendetektor, ein Geiger-Müller-Zählrohr, einen Proportionalzähler, einen Sonnendetektor sowie eine Ionisationskammer. 
Zur Regelung der Temperatur von Pioneer P-3 sollten 52 kleine, gering verschiebbare, 'Propellerblätter' beitragen. Diese sollten bei zu geringer Temperatur der Sonde eine sonst abgedeckte dunkle und damit absorbierende Oberflächenpartie freigeben, um durch Sonnenlicht die Temperatur der Sonde anzuheben. Bei zu hoher Temperatur sollten die reflektierenden Blätter die dunkle Sektoren verdecken. Im Aufbau entspricht dies einer Spaltsegmentblende.

## Missionsverlauf
Die Raumsonde sollte bereits Anfang Oktober mit einer Atlas-9C-Trägerrakete ins All gebracht werden, doch explodierte die Rakete am 24. September bei einem statischen Test auf der Startrampe. Glücklicherweise war die Sonde noch nicht aufgesetzt. Dieser Fehlversuch erhielt den Namen „Pioneer P-1“. Um das Gerät dennoch zu starten, griff man auf eine überzählige Atlas-D-Reserverakete aus dem Mercury-Programm zurück.
Geplant war, dass die Sonde nach dem Erreichen des Mondes durch Bremsraketen verzögert werden sollte, um dadurch in einen Mondorbit einzutreten.